# 佐藤正美 (タレント)
佐藤 正美（さとう まさみ、1985年7月12日）。愛称は「まーたん」。東京出身のアーティストであり、アイドル、グラビアアイドル、タレント、女優。
血液型A型。EBAプロダクション所属。
オフィシャルブログのタイトルからも「まーたんのむし・むし・むしどる日記」とあるように非常にムシが好きであり、「ムシドル（虫＋アイドル）」として活動している。

## 略歴
- 2002年の17歳からモデル、タレントとして雑誌、アーティストPVなどに女優として活躍。
- 2007年7月からアーティストとしても活動を広げ、活動開始9ヶ月でライブやイベントに90回以上出演をし、現在ではテレビ、ラジオ、Vシネマ、MC、インターネットテレビ、インターネットチャット、毎月グラビア撮影会を開催している多方面で活躍するマルチタレントである。
- ライブではリトル☆レンズ、mimika、Chu!☆Lips、Feam、メジャーデビューしているPLIME、など多くのアーティストと競演している。(2008年3月現在）
- また勝ち抜き!アイドル天国!!ヌキ天 の第1回目に出演し、見事初代ヌキ天プリンセスとなった太田ゆうきは事務所の先輩にあたり、非常に仲がよいことで知られている。赤坂MOVEで行われていたライブ「Atomic Girls Night」では「ちんちくりんず」という限定ユニットを組んでいた。
- 2011年3月10日の自身のブログで2011年3月31日付でのEBAプロダクションとの契約終了を明らかにしている。
- ライブ中の自己紹介では、ムシが好きなことをアピールしており、小学生の頃夏休みに1日で、64匹の蝉を捕まえた事がある。
  - 1位　アリ
  - 2位　セミ
  - 3位　クワガタ
- ちなみに飼った事がある虫は以下の通り
  - アリ
  - ヒラタクワガタ
  - ミヤマクワガタ
  - オオクワガタ
  - コクワガタ
  - カブトムシ
  - ヘラクレスオオカブト

## バイオグラフィ

### テレビ
- ランク王国（TBS）
- 特急田中3号（TBS）（女子大生役）
- 冗談じゃない!（TBS）（女子大生役）
- くりぃむナントカ（テレビ朝日）「ビンカン選手権」
- トリビアの泉（フジテレビ）
- ズバリ言うわよ!（TBS）

### インターネットテレビ
- CATCHY!せきらら☆グラフ

### ラジオ
- ASIAN美少女クラブアイドル保健室☆カリスマカウンセラー中野とも子のハートに赤チン(USEN)（2008年）
- 村山ひとしの「キャラリンッぱ!」かつしかエフエム(78.9MHz)

### インターネットチャット
- スターチャット.TV

### 撮影会
- アリエル撮影会
- ポップンにょ♪
- スリーウーマンMMR♪

### 広告
- 河合塾のポスター
- au新聞広告
- 美容室のヘアモデル

### Web
- 現役女子高生サイト・プレイボーイのサイト

## ディスコグラフィ

### CD
- 恋の花（1stシングル、2008年4月25日発売、DreamSeedsCraft）
- ピュアウインド（2ndシングル、2008年7月12日発売、DreamSeedsCraft）

### デジタル写真集
- 佐藤正美デジタル写真集1（2007年02月16日）
- 佐藤正美デジタル写真集2（2007年11月26日）

### DVD
- 佐藤正美　ヒット祈願2008（2008年1月、DreamSeedsCraft）